# Polaryzacja społeczna
Polaryzacja społeczna – proces społeczny, w trakcie którego różnicują się postawy osób należących do danych zbiorowości wobec pewnego typu problemów.

## Opis
Najczęściej polaryzacja społeczna występuje wówczas, gdy problemy społeczne wywołujące różnicowanie się postaw dotyczą ważnych sfer życia społecznego, takich jak: polityka, religia, seks itp. Podczas polaryzacji tworzą się zazwyczaj w szybkim czasie dwa obozy – przeciwników i zwolenników rozwiązania danego problemu społecznego, przy czym liczba osób wyrażających postawy umiarkowane maleje. Proces polaryzacji bardzo często przyczynia się do wybuchu konfliktów społecznych i dezintegracji grup społecznych.
W Internecie polaryzacja społeczna przejawia się najczęściej w miejscach dyskusji takich jak listy, grupy czy fora dyskusyjne.